# Kulciîn, Kiverți
Kulciîn (în ucraineană Кульчин) este un sat în comuna Jîdîciîn din raionul Kiverți, regiunea Volînia, Ucraina.

## Demografie
Componența lingvistică a localității Kulciîn
     Ucraineană (97,69%)
     Rusă (2,2%)
     Alte limbi (0,12%)
Conform recensământului din 2001, majoritatea populației localității Kulciîn era vorbitoare de ucraineană (97,69%), existând în minoritate și vorbitori de rusă (2,2%).